# Заваравање
„Заваравање ” је хрватски филм из 1998. године. Режирао га је Жељко Сенечић који је написао и сценарио.

## Улоге
| Глумац                | Улога  |
| --------------------- | ------ |
| Сандра Лончарић       | Стелла |
| Божидар Орешковић     |        |
| Татјана Берток        |        |
| Слободан Димитријевић |        |
| Јагода Калопер        |        |
| Иван Маревих          |        |
| Сузана Николић        |        |
| Филип Шоваговић       |        |